# Awerroizm

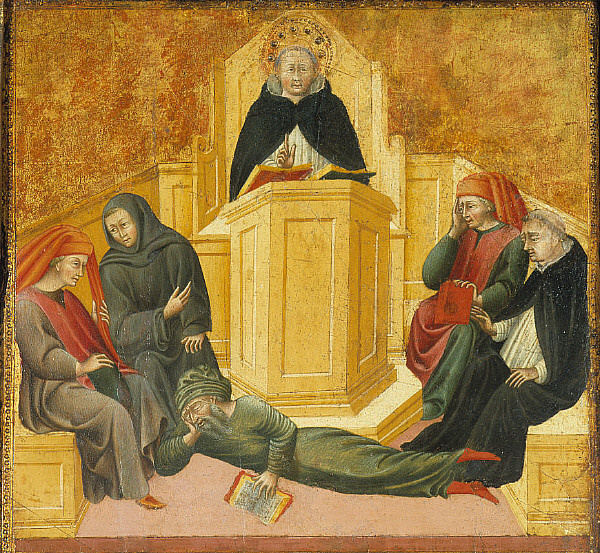
Św. Tomasz z Akwinu krytykujący awerroizm

Awerroizm – doktryna filozoficzna popularna pod koniec XIII wieku, oparta na interpretacjach myśli Arystotelesa dokonanych przez Ibn Ruszda (Awerroesa). Głównymi filozofami uznającymi tę doktrynę byli Siger z Brabancji oraz Boecjusz z Dacji. Awerroizm był wielorako zwalczany przez Kościół katolicki, m.in. przez Tomasza z Akwinu i Étienne’a Tempiera, biskupa Paryża.

## Treść
Główne idee awerroizmu, jakie można znaleźć w komentarzach Awerroesa do dzieł Arystotelesa:
- świat jest wieczny,
- dusza jest podzielona na dwie części, jedną indywidualną (osobową), a drugą boską,
- indywidualna część duszy nie jest wieczna,
- wszyscy ludzie dzielą jedną, i tę samą duszę (monopsychizm),
- wskrzeszenie zmarłych nie jest możliwe (Boecjusz z Dacji).

## Recepcja

### Średniowiecze
Pogląd ten spotkał się z ostrą krytyką Uniwersytetu Paryskiego w latach 1270 i 1277, tym razem przez biskupa Étienne’a Tempiera. Tempier wskazał na 219 różnych tez awerroizmu, których nie można było zaakceptować. By rozwiązać ten problem, Siger z Brabancji próbował dowodzić, że istnieje „podwójna prawda”:
- jedna faktyczna lub tzw. „twarda prawda”, którą można osiągnąć przy pomocy nauki i filozofii,
- „religijna prawda”, osiągana poprzez religię.

Ta idea nie wzięła swojego początku w pismach Awerroesa.
Powyższy filozoficzny koncept awerroizmu to idea, że dwa światy, filozoficzny oraz religijny, są oddzielnymi bytami. Jednakże po wnikliwym zbadaniu 219 błędnych tez wytkniętych przez Tempiera, stało się oczywiste, że niewiele z nich wzięło swój początek w dziełach Awerroesa, stąd też przez pewien czas inne terminy stały się powszechnie używane, w odniesieniu do właściwego filozoficznego ruchu, jaki rozpoczęty został przez Sigera i Boecjusza: radykalny arystotelianizm lub heterodoksyjny arystotelianizm to inne nazwy jakimi określano ów ruch, jednakże w późniejszych czasach pozostał nazywany awerroizmem.
Tomasz z Akwinu zaatakował ideę monofizytyzmu w pracy De unitate intellectus contra Averroistas. W tym kontekście, słowo awerroizm zostało użyte poprawnie.

### Epoka Odrodzenia
W filozofii renesansu twierdzą arystotelizmu w jego awerroistycznej postaci była Padwa. Doktryna Awerroesa tak, jak została wyrażona w Wielkim komentarzu do Arystotelesa i w pracach medycznych, wszechwładnie królowała na uniwersytecie padewskim.

### Nowożytność
Choć nauki te potępione zostały w roku 1277, to jednak wiele tez awerroizmu przeżyło w trakcie XVI wieku, i można je znaleźć w filozofii Giordana Bruna czy Pico della Mirandoli. Tezy te mówią o wyższości filozofów nad pospólstwem, i powiązaniem pomiędzy intelektem a ludzką godnością.